# 네네츠어
네네츠어는 북아시아의 네네츠인들이 사용하는 언어이다. 2010년 기준 44,600명 정도의 네네츠인 인구 중 21,926명의 네네츠어 화자가 있는 것으로 조사되었다. 사용인구는 네네츠 자치구, 야말로네네츠 자치구, 크라스노야르스크 변경주 북부, 코미 공화국, 무르만스크주 동부의 콜라반도에 집중되어 있다.
네네츠어는 우랄어족 사모예드어파에 속하는 언어로 유럽의 핀란드어, 헝가리어 등과도 먼 친연 관계이다. 현대에 와서 네네츠어는 러시아어에 의해서 많은 영향을 받았으며, 코미어나 한티어 등 주변의 소수민족 언어들과도 영향을 주고받았다.
이들의 전통 코트 의상을 가리키는 말인 파카는 전세계적으로도 널리 차용되어 쓰이고 있는 낱말이 되어 있다.

## 방언
크게 툰드라 네네츠어와 삼림 네네츠어의 두 방언으로 나뉘는데 서로 의사소통이 어려워 별개 언어로 간주하는 학자도 있다. 화자의 대부분인 3~4만 명 정도는 툰드라 네네츠어를 사용하며, 카닌반도에서 예니세이강에 이르기까지 화자가 분포한다. 삼림 네네츠어는 1,000~1,500명 정도의 화자가 있으며 아간강, 푸르강, 랴민강, 나딤강 유역 등에 화자가 분포한다.

## 문자
네네츠어는 키릴 문자를 사용한다.
| А а а  | Б б бе | В в ве | Г г ге | Д д де | Е е е  | Ё ё ё  | Ж ж же |
| З з зе | И и и  | Й й й  | й й    | К к ка | Л л ел | М м ем | Н н ен |
| Ӈ ӈ еӈ | О о о  | П п пе | Р р ер | С с ес | Т т те | У у у  | Ф ф еф |
| Х х ха | Ц ц це | Ч ч че | Ш ш ша | Щ щ ща | Ъ ъ ъ  | Ы ы ы  | Ь ь ь  |
| Э э э  | Ю ю ю  | Я я я  | '      | "      |        |        |        |